# Viviane Chidid
«  Viviane Ndour » redirige ici. Pour les autres significations, voir N'Dour.
Viviane Chidid est une chanteuse sénégalaise de mbalax et de RnB, née le 29 septembre 1973 à Mbour, au Sénégal. Viviane Chidid est connue sous le nom de la reine du Mbalax au Sénégal.

## Biographie
Victoria Catherine Chidid est née le 29 septembre 1973  à Mbour, au Sénégal, d'un père sénégalo-libanais Philippe Chidid , et d'une mère sénégalaise (métissée mauritanienne-malienne) Aminata Fall (Amy Fall).
Elle est lancée par Ali Jaber (créateur et leader du groupe musical TABOU de DAKAR) un ami de Philippe Chidid (père de Viviane) et commence à se produire dans les hôtels avec des amis artistes.
À partir de 1993, elle devient choriste dans le groupe de Youssou N'Dour, le Super Étoile de Dakar. Elle gagne une renommée, notamment en interprétant avec Youssou N'Dour lors de concerts publics son succès, Seven Seconds. Quelques années plus tard, elle épouse Bouba N'Dour, le frère de Youssou N'Dour, qui devient son propre manager et le père de ses deux enfants, Zeyna et Philippe. Le couple divorce en 2011.
Elle sort son premier album en 1999 Entre Nous, et le titre Sama Nene, est notamment devenue un succès. Suivi de l'album Nature en 2000. En 2001, elle crée son propre groupe baptisé le Djolof Band, mais reste cependant choriste du Super Étoile à l'occasion des grands bals organisés par ce dernier. La même année, Viviane sort son deuxième album (son premier album live) Le Show, un album live réalisé avec son groupe. En 2002, à la sortie de son troisième album Téré Nélaw, elle est attaquée en justice pour le plagiat sur le titre Sammina de Elhage Faye. Elle collabore avec Ophélie Winter sur le titre Believe in you. Elle perd le procès, et doit verser la somme de cinq millions de francs CFA à l'interprète de la chanson,. Son registre initial est le mbalax, un style rythmique sénégalais associant les percussions du sabar et le tam-tam. Mais elle va se distinguer progressivement des autres artistes sénégalais dans sa façon d'allier de nouvelles musiques urbaines au mbalax. Elle joue également de son image glamour.
En 2002, le titre Sante Na Yallah, très RnB, sur l'album Tere Nelaw, marque à nouveau les esprits. Elle sort en 2003 un nouvel album, Fii Ak Fee. En 2004, elle se lance dans le rap et le hip-hop, avec l'album Esprit, qui est un succès et demeure jusqu'à présent l'album Hip-Hop le plus vendu dans l'histoire du rap sénégalais (avec plus de cent mille exemplaires) avec la participation des grands rappeurs sénégalais de l'époque  comme Didier Awadi. En 2005, elle enchaîne avec l'album Man Diarra, succès populaire également. Un concert au Bataclan, à Paris, en  2006 est repris en partie par des titres enregistrés en public dans un album en 2007, Bataclan Café.

## Discographie
| Année | Albums et Singles                                  |
| ----- | -------------------------------------------------- |
| 1999  | Entre Nous                                         |
| 2000  | Nature                                             |
| 2001  | Le Show                                            |
| 2002  | Tere Nelaw                                         |
| 2003  | Fii Ak Fee                                         |
| 2004  | Esprit - Viviane & frères                          |
| 2005  | Man Diarra                                         |
| 2007  | Bataclan Café                                      |
| 2008  | Doomi Bamba - Single                               |
| 2010  | Wuy Yaay Yooy                                      |
| 2011  | Fans yi - Single                                   |
| 2012  | Fans yi (acoustique) - Single                      |
| 2012  | Soldier Girl (Feat. Busta Rhymes & Movado - Single |
| 2013  | Why (Sama Yaye) - Single                           |
| 2013  | Yaakaar - Single                                   |
| 2014  | Rétaan                                             |
| 2015  | Star - Single                                      |
| 2016  | Wuyuma - Single                                    |
| 2016  | No Stress - Single                                 |
| 2017  | Wuyuma                                             |
| 2017  | Niou Dem Zenith (Feat Mbaye D. Faye) - Single      |
| 2018  | Zoné (Feat. Barack Adama) - Single                 |
| 2018  | Yeureum Djiguene - Single                          |
| 2018  | Sibam - Single                                     |
| 2018  | La Cible - Single                                  |
| 2018  | Pas le choix - Single                              |
| 2019  | Def Ndam - Single                                  |
| 2019  | Do Dara - Single                                   |
| 2019  | Déranger (Feat. Mbaye D. Faye) - Single            |
| 2020  | Benen Level                                        |
| 2021  | Sadik Lady - Single                                |
| 2021  | Teeyal - Single                                    |
| 2021  | Sweet Game (Feat. Bass Thioung) - Single           |
| 2022  | Reguine Tass (Feat. Wally B. Seck) - Single        |
| 2022  | Yeuk Yeuk - Single                                 |
| 2023  | K.P.C. - Single                                    |
| 2023  | Par Force - Single                                 |
| 2023  | Surprise (Feat. Zeyna & Philippe) - Single         |
| 2023  | Sopé - Single                                      |
| 2024  | KMND (Kou Meune Na Deff) - Single                  |
| 2024  | Xarit - Single                                     |
| 2024  | Zero to Hero - Single                              |
| 2024  | Guelou Rap - Single                                |
| 2025  | Mandou - Single                                    |
| 2025  | Sama Ex - Single                                   |
| 2025  | Expérience                                         |

## Récompenses et nominations

### Afrotainment Museke African Music Awards 2011
Viviane Chidid remporte trois prix :
- Artiste féminine de l'année
- Meilleur clip video
- Meilleure Afro-Rythme chanson

### Cameroon Entertainment Awards 2012
Lauréate du Pan African Artist of Year Award (Prix de l'artiste panafricain de l'année), à la cérémonie des Cameroon Entertainment Awards 2012,.

### Nigerian Entertainment Awards 2012
Lauréate du Pan African Artist or Group of the Year Award (Prix de l'artiste ou groupe panafricain de l'année), à la cérémonie des Nigerian Entertainment Awards 2012.

### Kora-All Africa Music Awards 2012
Nommée dans la catégorie « Meilleure artiste féminine Rakusoft d'Afrique de l'Ouest », dans le cadre de la 12e édition des Kora-All Africa Music Awards.
Trace Awards 2023 
Prix de la meilleure artiste féminine lors des Trace Awards 2023 à Kigali.
Association FPF 2023
Prix de la femme leader 2023
African Entertainment Awards -USA (AEA-USA) 2023
Best Francophone Female Artist
Female Icon of the year
African Entertainment Awards -USA (AEA-USA) 2024 
Meilleur clip vidéo pour « Xarit »
Meilleure entrepreneur de l’année 2024